# Êta Mundo Bom!
Êta Mundo Bom! (en español: ¡Qué Vida Buena!) es una telenovela brasileña producida y transmitida por TV Globo desde el 18 de enero de 2016 hasta el 26 de agosto de 2016 en sustitución de Além do Tempo y substituida por Sol Nascente. Es la 87.ª «novela en el horario de las seis».
Escrita por Walcyr Carrasco y María Elisa Berredo, con la colaboración de Daniel Berlinsky, Márcio Haiduck, Claudia Tajes, Nelson Nadotti y Vinícius Vianna, dirigida por Ana Paula Guimarães, Marcelo Zambelli y Diego Morais, con la dirección general y artística de Jorge Fernando. Se inspira en el cuento de Candido, o El optimismo publicado en 1759 por la Ilustración filósofo Voltaire y en la película brasilenã Candinho de 1954, con guion de Abilio Pereira de Almeida. La trama  también cuenta con una radionovela titulada Herança de Ódio, la adaptación homónima de Oduvaldo Vianna, también aparece en Radio Globo tres veces a la semana.
Protagonizada por Sérgio Guizé y Débora Nascimento, con las participaciones antagónicas de Flávia Alessandra, Eriberto Leão, Guilhermina Guinle y el regreso a las telenovelas brasileñas de Priscila Fantin como la bailarina ambiciosa Diana; Coprotagonizada por Bianca Bin, Rainer Cadete, Camila Queiroz, Klebber Toledo y la presentación del niño JP Rufino. Cuenta con las actuaciones estelares de los primeros actores Marco Nanini, Eliane Giardini, Elizabeth Savalla, Rosi Campos y Ary Fontoura.

## Sinopsis
Candinho fue separado de su madre poco después de su nacimiento y fue recibido por la pareja Cunegundes y Quinzinho, dueños de una granja en el interior de São Paulo, en el año 1920. Sin embargo, cuando crece, Candinho empleado se convierte en esta casa y es expulsado por la caída en el amor por los más viejos Filomena.
Pancracio, un amigo de la familia que creó Candinho y su gran mentor, aconseja lo siguiente a la capital en busca de la madre biológica, Anastasia, que nunca conoció. Así Candinho viaja a lo largo de su burro inseparable, Policarpo. Su madre, por ahora, es una viuda millonaria y también está buscando al niño en la capital. Ella pide ayuda a mejor abogado amigo del detective Jack Emma y Araújo. Pero Anastasia tiene ni idea de que su sobrina, Sandra (Flávia Alessandra), hará todo lo posible para interrumpir esta reunión, porque teme perder la posición de heredero. La personificación de la falsedad, frente a Anastasia, Sandra es dulce y generosa, pero detrás de esto es codiciosa y egoísta.
Sin inmutarse, Candinho enfrentan las más diversas situaciones para sobrevivir en la gran ciudad, donde se encuentra con su fiel amigo. Además de la búsqueda incesante de su madre, que también va a luchar con uñas y dientes por el amor de Filomena, que ahora vive en la capital y vivir una relación con Ernesto posesivo. Con un regalo infalible de la palabra, y un vals mira a los que, el villano se reunió Filomena y la convenció para fugarse con él a la capital con la promesa de casarse con la hermosa roceira. Pero el mundo de Filo se derrumba cuando los dos llegan en Sao Paulo. Ernesto dice que no se casará con nada y prácticamente obliga a la joven para convertirse en una bailarina en una especie de cabaret. Y lo peor: Ernesto obtiene la mayor parte del dinero que gana en el sitio.

## Reparto
| Actor/Actriz         | Personaje                                                     |
| -------------------- | ------------------------------------------------------------- |
| Sérgio Guizé         | Cándido Policarpo de Goytacazes Sampaio dos Santos (Candinho) |
| Débora Nascimento    | Filomena Pereira Torres Sampaio dos Santos (Filó)             |
| Flávia Alessandra    | Sandra Sampaio Carneiro (Villana Principal)                   |
| Eliane Giardini      | Anastácia dos Goytacazes Sampaio Martino                      |
| Marco Nanini         | Prof. Pancrácio Martino                                       |
| Marco Nanini         | ING. Pandolfo Martino                                         |
| Bianca Bin           | Maria Lima Sampaio Carneiro                                   |
| Eriberto Leão        | Ernesto Dias (Villano Principal)                              |
| Elizabeth Savalla    | Cunegundes Pereira Torres (Boca de Fogo)                      |
| Ary Fontoura         | Joaquim José Pereira (Quinzinho)                              |
| Rosi Campos          | Eponina Pereira Martino (co-angonista)                        |
| Rainer Cadete        | Celso Sampaio Carneiro (Villano)                              |
| Priscila Fantin      | Diana de Oliveira Lima (Villana)                              |
| Tarcísio Filho       | Severo Lima                                                   |
| Guilhermina Guinle   | Ilde Quintela (Villana)                                       |
| Flávio Tolezani      | Afonso Araújo Quintela (Dr. Araújo)                           |
| Klebber Toledo       | Romeu Lobato                                                  |
| Camila Queiroz       | Mafalda Pereira Torres                                        |
| Anderson Di Rizzi    | Zé dos Porcos (José Maria da Conceição)                       |
| Ana Lúcia Torre      | Camélia Gomes                                                 |
| Dhu Moraes           | Manuela da Silva                                              |
| Rômulo Neto          | Braz Lima                                                     |
| Maria Carol Rebello  | Olga Macedo                                                   |
| Miguel Rômulo        | Joaquim Pereira Torres Filho (Quincas)                        |
| Jeniffer Nascimento  | Benedita da Silva Pereira (Dita)                              |
| JP Rufino            | Pirulito de Souza Sampaio Martino                             |
| Xande Valois         | Cláudio Quintela (Claudinho)                                  |
| Nathália Costa       | Alice Lima (Fadinha)                                          |
| Giovanna Grigio      | Gerusa Gomes Campos                                           |
| Arthur Aguiar        | Osório Campos                                                 |
| Marianna Armellini   | Clarice Ribeiro                                               |
| David Lucas          | Jack Fonseca                                                  |
| Juliane Araújo       | Sarita Alves                                                  |
| Suely Franco         | Paulina Gonçalves Soares                                      |
| Flávio Migliaccio    | Josias Alves                                                  |
| Marilu Bueno         | Narcisa Quintela                                              |
| Maria Zilda Bethlem  | Emma Thompson                                                 |
| Rodrigo Andrade      | Fábio Costa                                                   |
| Rosane Gofman        | Olímpia Castelar                                              |
| Kenya Costta         | Quitéria                                                      |
| Marcio Tadeu de Lima | Romualdo                                                      |
| Marcelo Argenta      | Lauro Quintela                                                |
| Claudio Tovar        | Evandro                                                       |
| Gabriel Canella      | Vermelho                                                      |
| Pedro Farah          | Jacinto                                                       |
| Cleiton Morais       | Tobias                                                        |

### Participaciones especiales
| Actor/Actriz         | Personaje                                                      |
| -------------------- | -------------------------------------------------------------- |
| Marcos França        | Dr. Haroldo Miranda                                            |
| Renato Rabello       | Leonardo                                                       |
| Leopoldo Pacheco     | Ernani Felipe dos Santos                                       |
| Luís Gustavo         | Comendador Eustáquio Fragoso                                   |
| Mauro Mendonça       | Dr. Inácio Xavier                                              |
| Débora Olivieri      | Ana de Lima                                                    |
| Nathalia Dill        | Anastácia de Goytacazes (joven)                                |
| Natália do Vale      | Baronesa de Goytacazes                                         |
| Celso Frateschi      | Barão Sampaio de Goytacazes                                    |
| Pedro Brandão        | Leandro Costa                                                  |
| Isabela Garcia       | Nádia Fragoso                                                  |
| Daniel Dias          | Perseu Fragoso                                                 |
| Alice Borges         | Diva                                                           |
| Pedro Henrique Lopes | Padre Francisco                                                |
| Márcia Manfredinni   | Dona Eufrásia                                                  |
| Luiz Magnelli        | Detective Peçanha                                              |
| Hélio Ribeiro        | Eugênio                                                        |
| Márcia Barroso       | Carlota                                                        |
| Adriano Peterman     | Tigre                                                          |
| Alexandre Victor     | Candinho (niño)                                                |
| Marcelo Gonçalves    | Cara de Cão                                                    |
| José Araújo          | Capataz do Barão                                               |
| Luiz Felipe Mendes   | Capataz do Barão (joven)                                       |
| Andréa Dantas        | Mujer de Inácio que interrumpe el casamiento de él con Eponina |
| Léa Garcia           | Partera de Candinho                                            |
| Jitman Vibranovski   | Jurado Oscar de Melo Rodrigues                                 |
| Maria Lídia Costa    | Madrina de Osório                                              |
| Anja Bittencourt     | Directora de escuela donde buscan a Candinho                   |
| Paulo Carvalho       | Delegado Piratininga                                           |
| Daniel Dalcin        | Médico de Maria                                                |
| Henrique Taxman      | Abogado de los hijos del Comendador fragoso                    |
| Alexandre Dacosta    | Alcides do Amaral                                              |
| Silvio Matos         | Padre que ayuda a candinho a embarcar en el tren con el burro  |
| Sérgio Fonta         | Dr. Dantas Reis                                                |
| Mônica Rossi         | Stela (Actriz de la radionovela Herança de Ódio)               |
| Gustavo Nader        | Altemar (Actor de la radionovela Herança de Ódio)              |
| Ricardo Schnetzer    | Hércules (Actor de la radionovela Herança de Ódio)             |
| Jéssica Marina       | Violeta (Actriz de la radionovela Herança de Ódio)             |
| Duio Botta           | Raul (Actor de la radionovela Herança de Ódio)                 |
| Gutemberg Barros     | Altemar (Actor de la radionovela Herança de Ódio)              |
| Well Aguiar          | Altemar (Actor de la radionovela Herança de Ódio)              |

### Galería

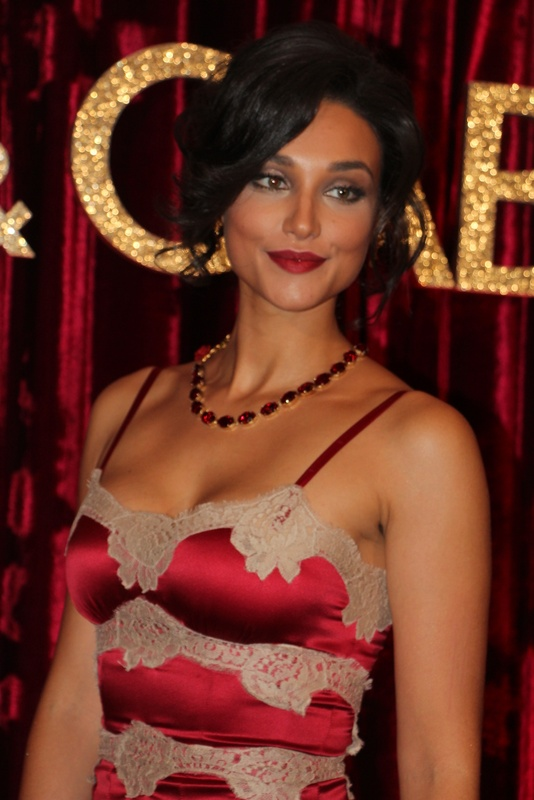
Débora Nascimento Filó
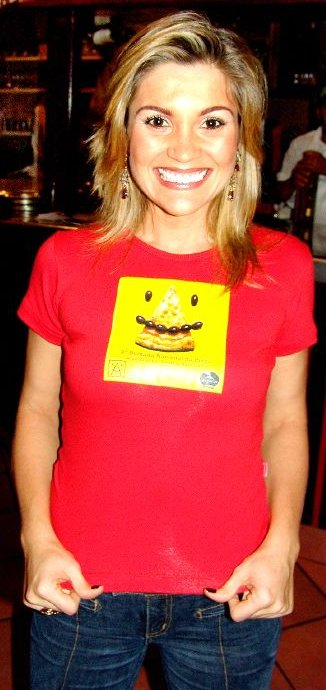
Flávia Alessandra Sandra
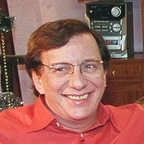
Marco Nanini Pancrácio / Pandolfo
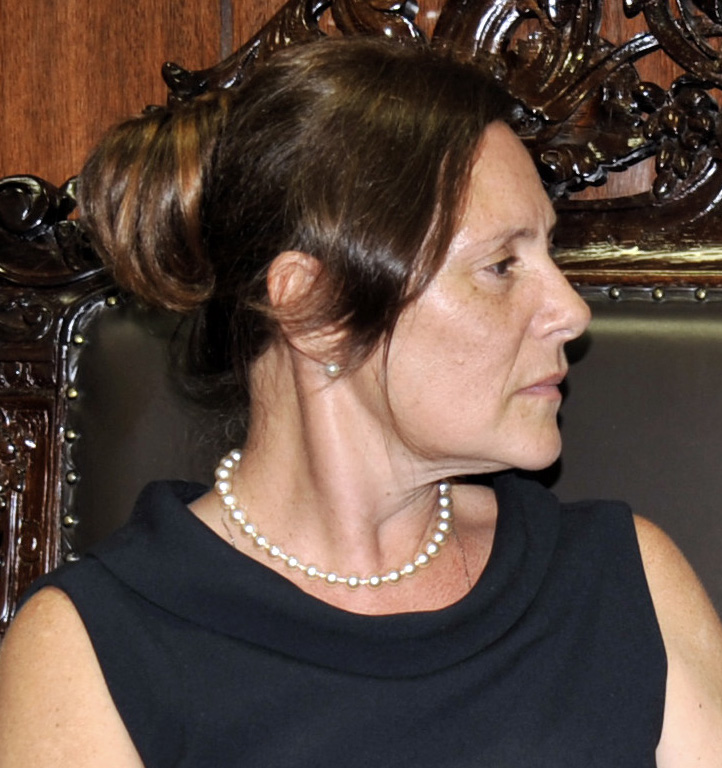
Elizabeth Savalla Cunegundes
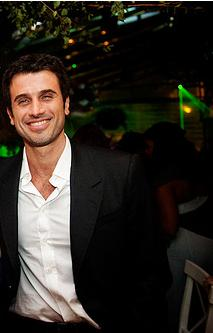
Eriberto Leão Ernesto
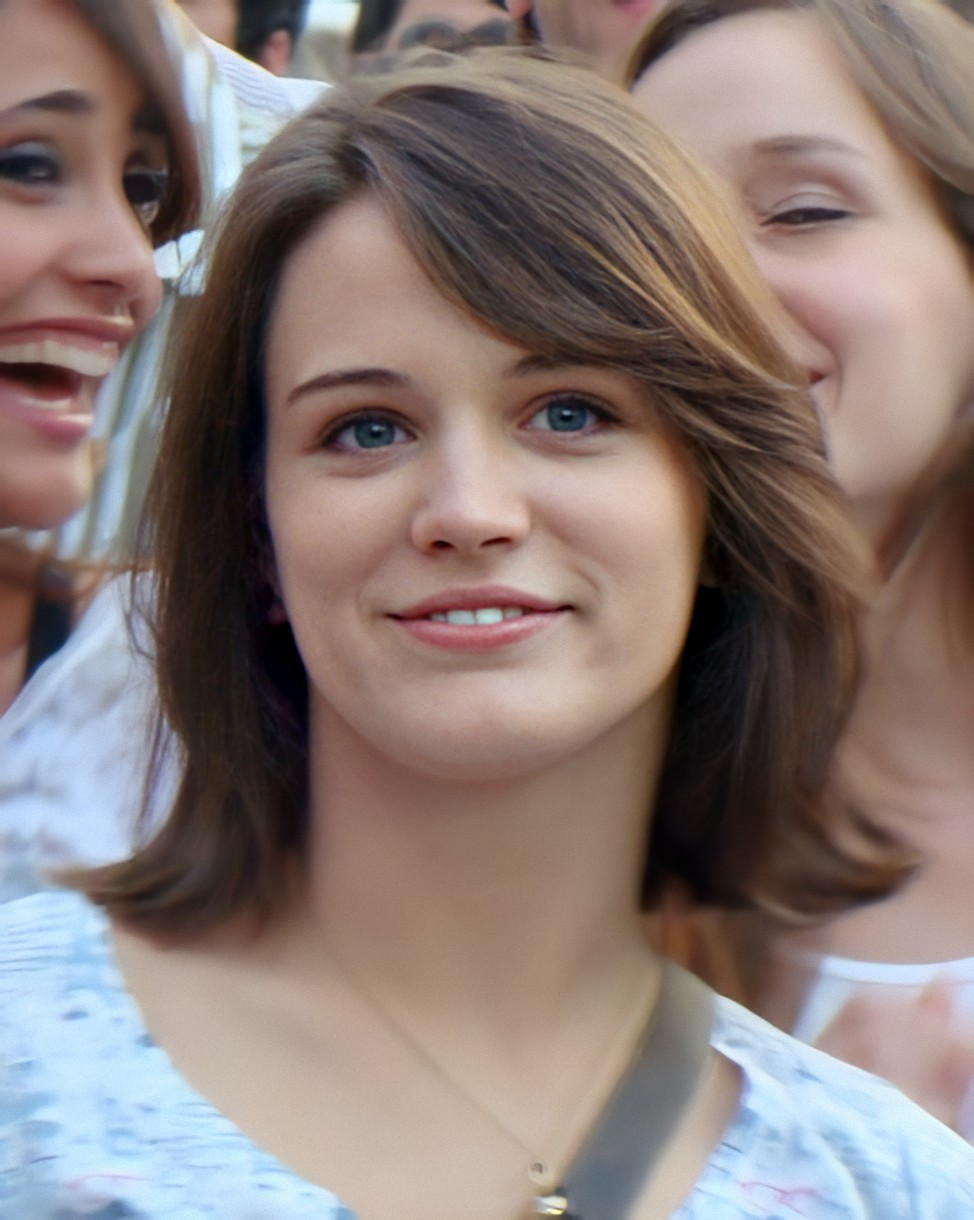
Bianca Bin Maria
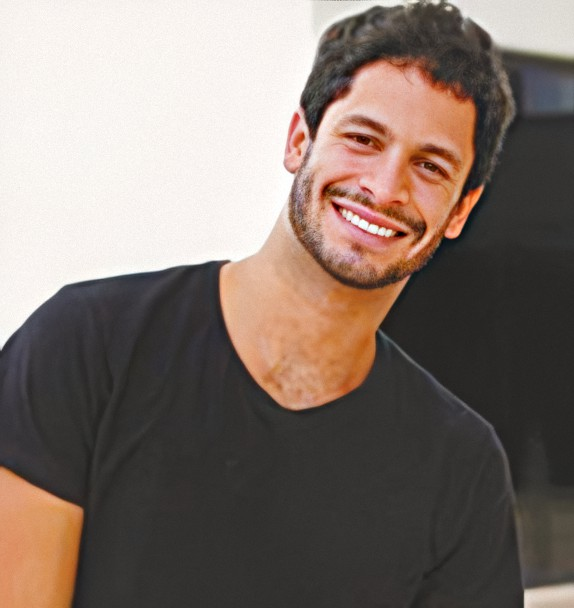
Rainer Cadete Celso
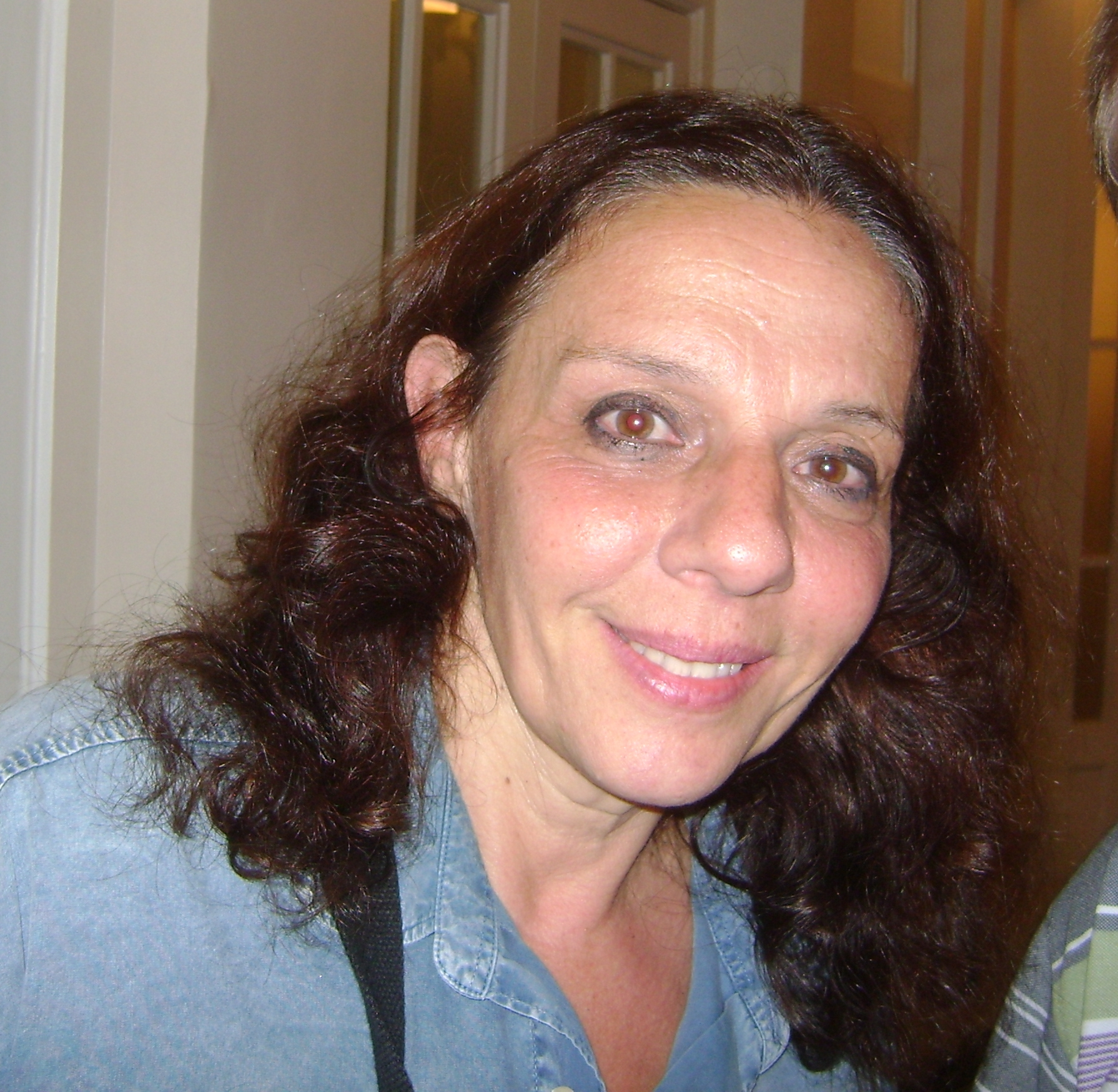
Rosi Campos Tia Eponina
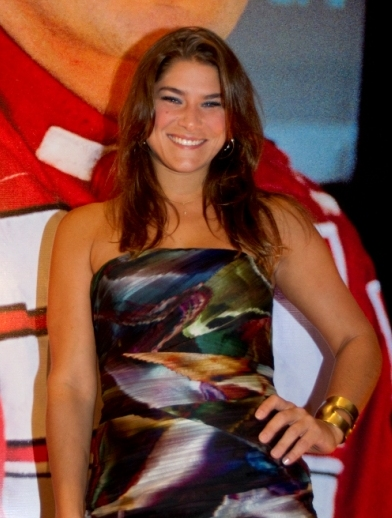
Priscila Fantin Diana
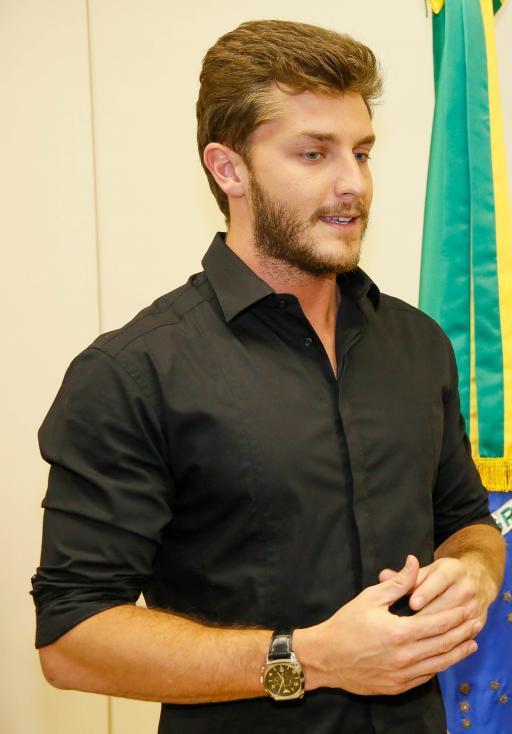
Klebber Toledo Romeu
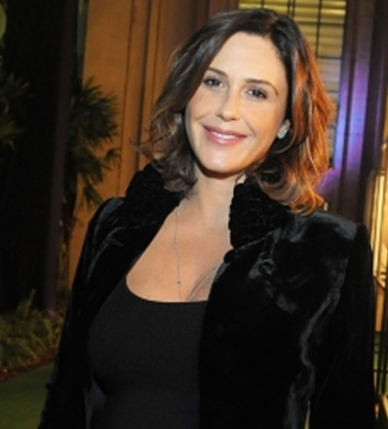
Guilhermina Guinle Ilde
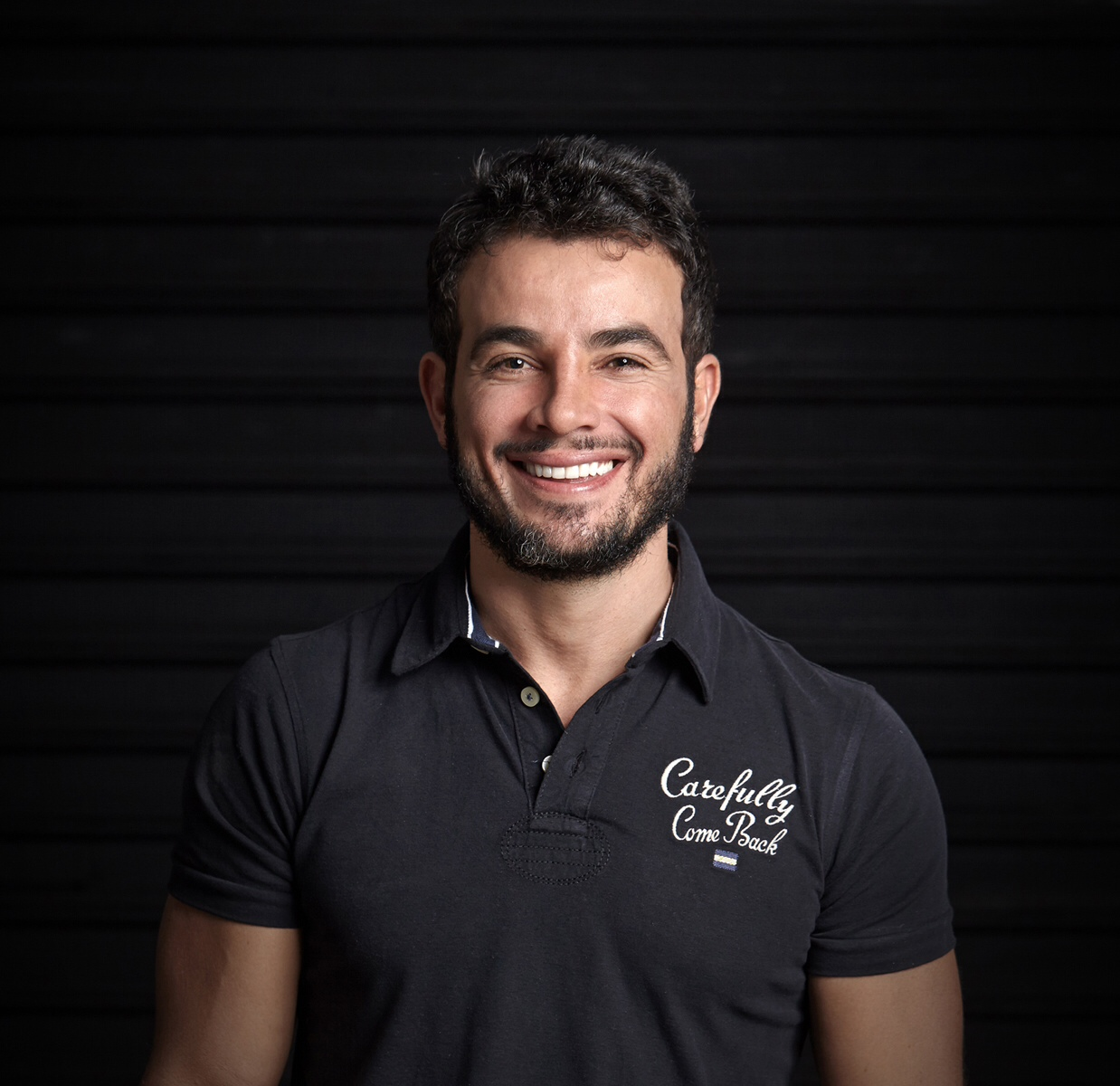
Anderson Di Rizzi Zé dos Porcos
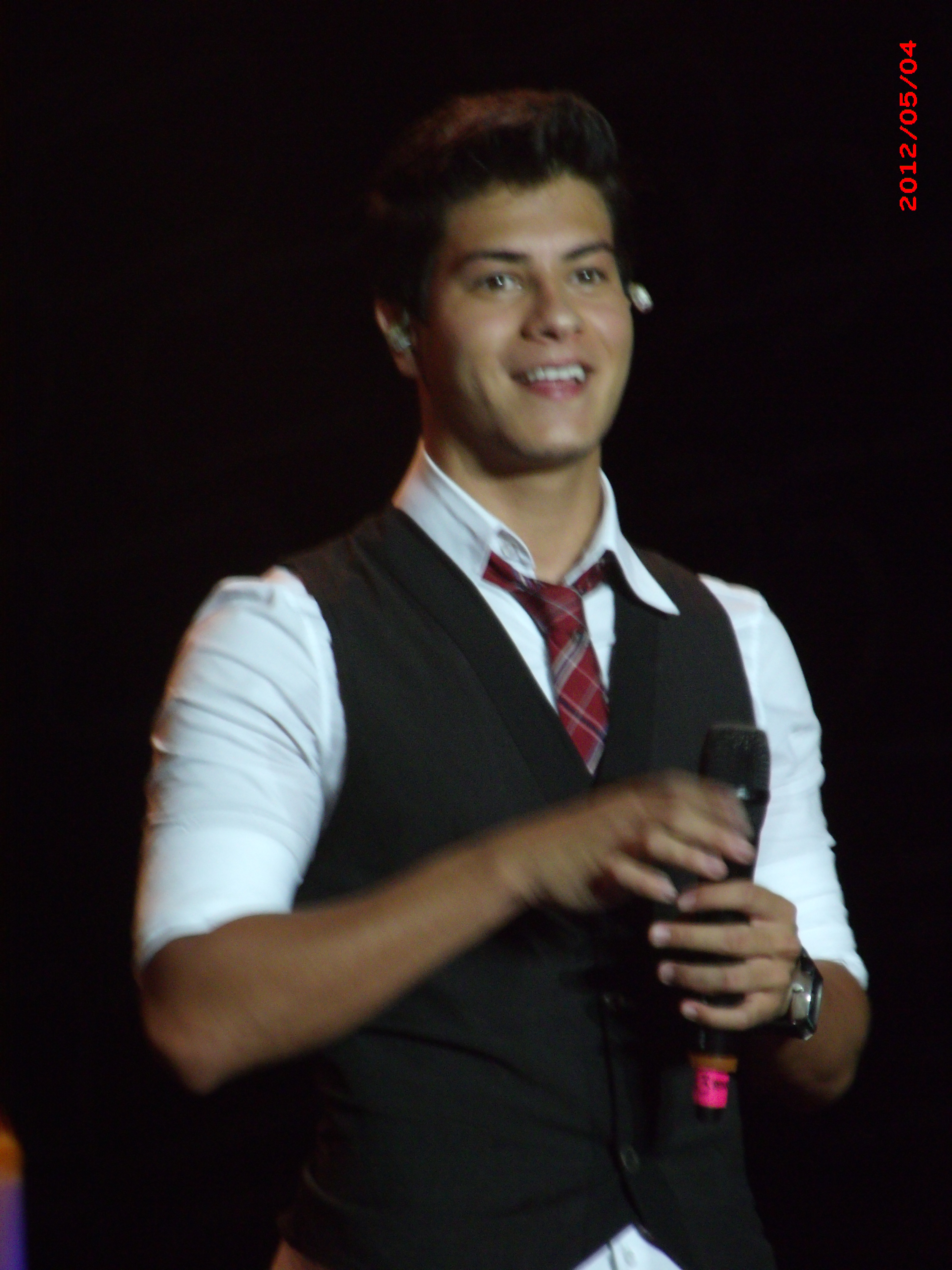
Arthur Aguiar Osório
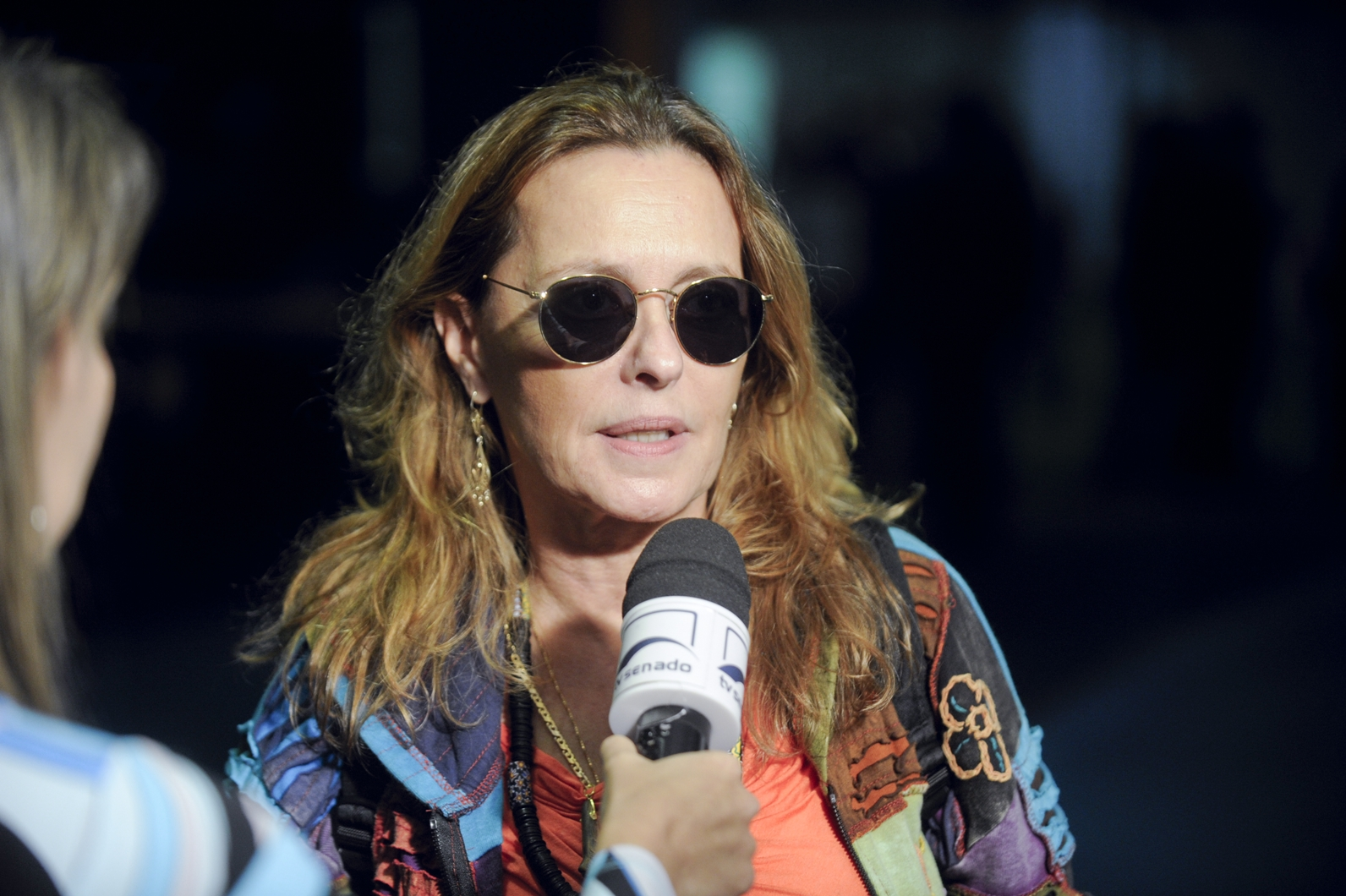
Maria Zilda Bethlem Emma
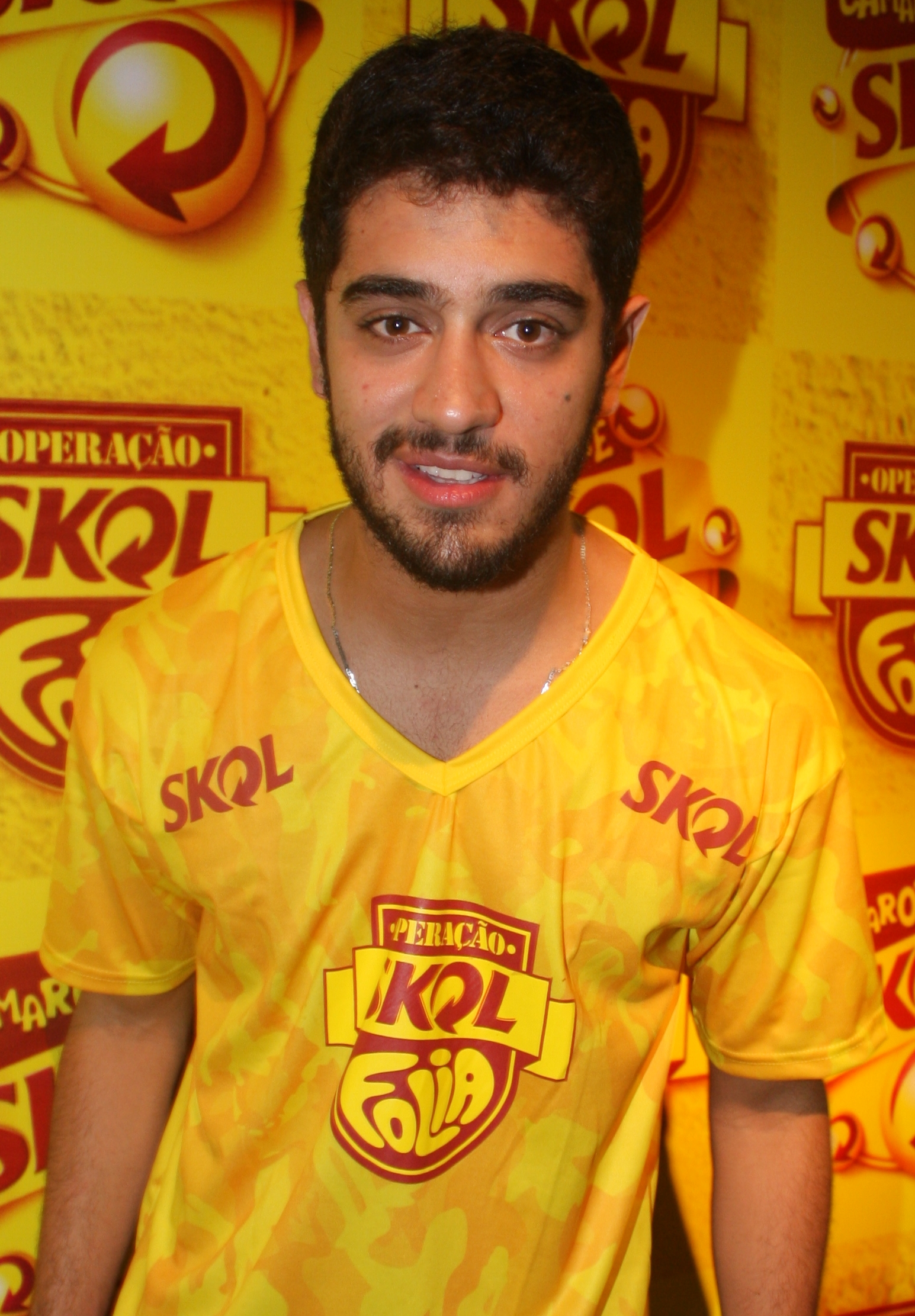
Miguel Rômulo Quincas
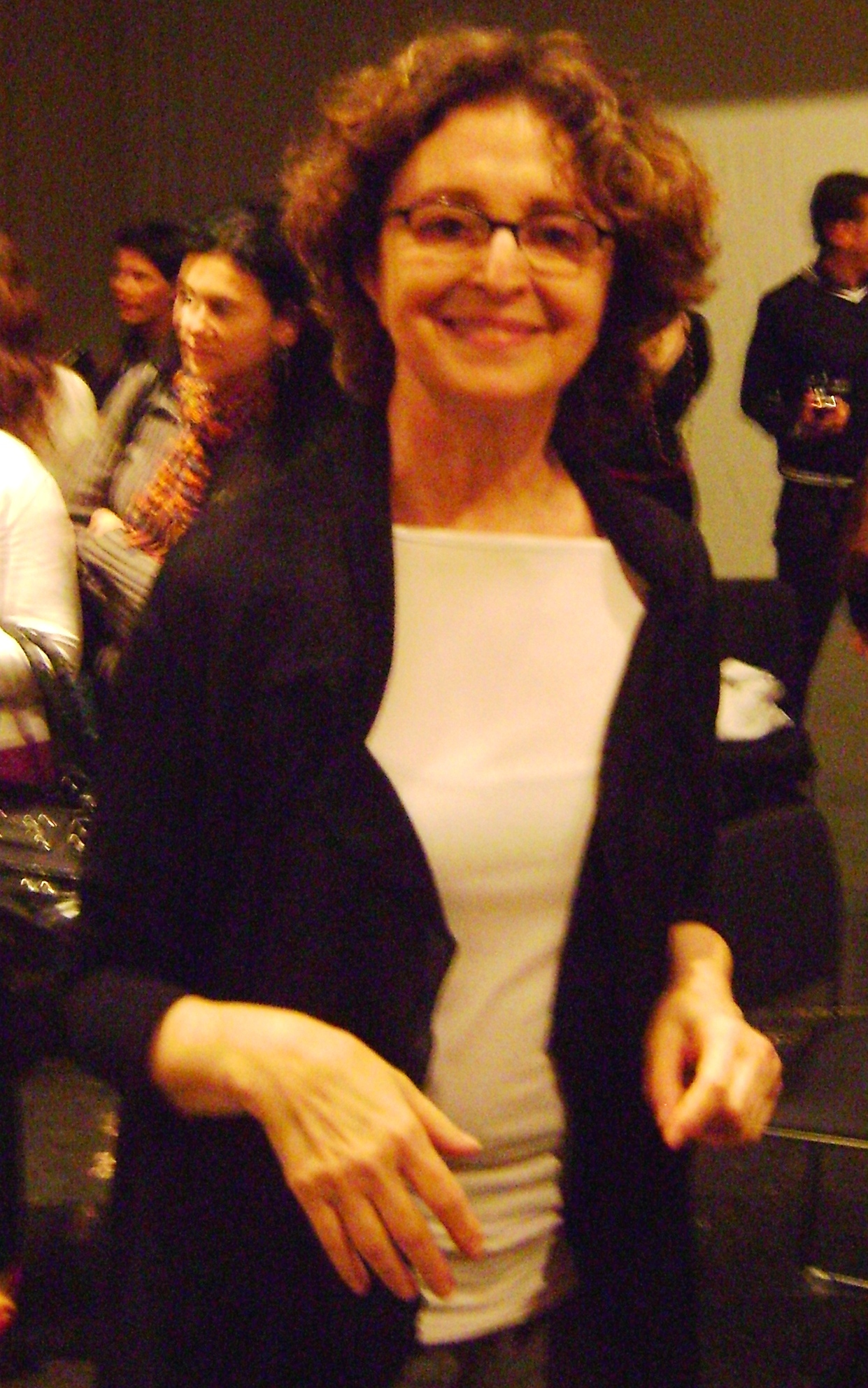
Ana Lúcia Torre Camélia
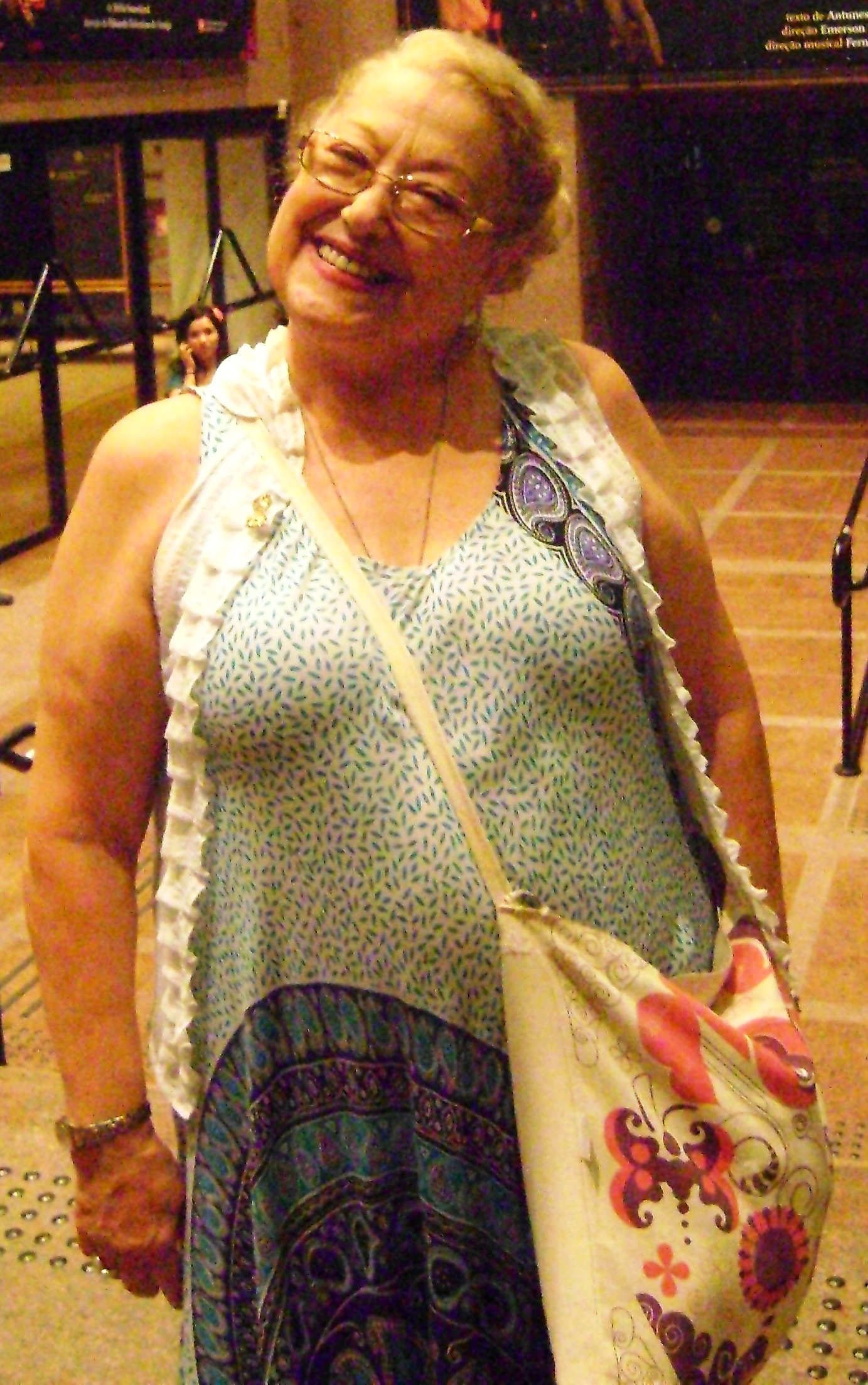
Suely Franco Paulina
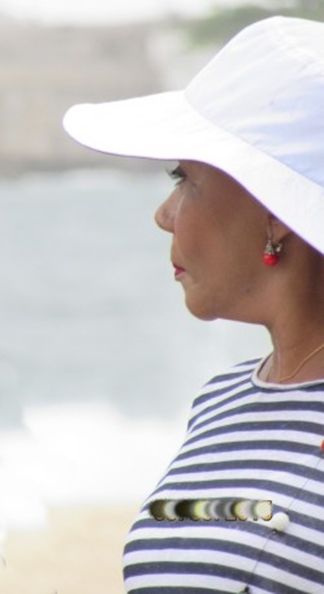
Dhu Moraes Manoela